# Peugeot 404
La Peugeot 404 era un'autovettura di classe medio-alta prodotta dalla casa automobilistica francese Peugeot tra il 1960 e il 1978.

## Storia

### Genesi e debutto
Nel 1955 venne introdotta la Peugeot 403, berlina destinata a un grande successo di vendite e che sancì l'inizio della collaborazione pluridecennale tra la Casa di Sochaux e l'atelier torinese di Pininfarina. Subito dopo il suo lancio fu avviato il progetto destinato alla realizzazione della sua erede. Alla Peugeot, infatti, si voleva una vettura che sapesse distaccarsi maggiormente dai modelli di segmento inferiore: la 403 era infatti nata da una costola della più compatta 203, risalente addirittura al 1948. Perciò, dal punto di vista progettuale risultava per certi versi superata e per questo motivo si voleva una berlina più moderna, specialmente sotto il profilo tecnologico, un modello che rappresentasse un'evoluzione concettuale della 403 appena introdotta.
In realtà, nessuno aveva ancora le idee chiare riguardo alle caratteristiche del modello da realizzare: per diversi mesi, infatti, vi fu una sorta di "braccio di ferro" tra le idee dei vertici Peugeot e quelle del reparto progettazione. Mentre i primi propendevano per una vera e propria auto di lusso con pochi compromessi, i secondi erano invece dell'idea di realizzare un modello che fosse una semplice e più ragionevole evoluzione della 403. Ciò si ripercosse anche sulle scelte tecnologiche ipotizzate da ognuna delle parti, poiché i vertici Peugeot auspicavano l'adozione di un cambio automatico Borg-Warner a tre rapporti più overdrive, un sistema di sospensioni oleopneumatiche e addirittura la realizzazione di un motore V8. In pratica si voleva una vettura grande, comoda e veloce in grado di rivaleggiare a testa alta con la Citroën DS, all'epoca un vero esempio di avanguardia tecnologica, oltre che stilistica. Tutte queste soluzioni tecnologiche furono destinate a essere abbandonate perché di costosa e complicata realizzazione (motore V8 e sospensioni) o di difficile adattamento ai primi prototipi realizzati (cambio automatico). Alla fine si dovette ripiegare su soluzioni meno ambiziose, come il cambio manuale a 4 marce, il motore a 4 cilindri in linea e delle sospensioni più convenzionali.
Anche sul fronte del disegno della carrozzeria non mancarono problemi: l'avvio del progetto destinato alla 404 si ebbe in un clima di malcontento presso il Centro Stile della Casa francese, poiché quest'ultimo malsopportava l'intrusione di Pininfarina avutasi all'epoca del concepimento della 403 e questo sentimento si acuì ancor più all'idea che anche per il nuovo modello i vertici Peugeot ebbero deciso di avvalersi dell'atelier torinese. In ogni caso, questa fu la scelta del direttivo di Sochaux e Pininfarina cominciò a proporre disegni sulla base delle ultime tendenze stilistiche dell'epoca (siamo sempre a metà degli anni cinquanta), che volevano per esempio una coda munita di pinne, fari anteriori semincassati nei parafanghi, ecc. Proprio al 1955, pochissimo tempo dopo l'avvio del progetto, risale un primo prototipo che prefigurava da vicino il modello definitivo, ma non solo quest'ultimo. Esso infatti proponeva soluzioni stilistiche già incontrate nella prima Lancia Florida su base Aurelia, sempre del 1955, come le pinne con fari posteriori incorporati, ma soprattutto anticipava con una certa decisione i temi che due anni dopo sarebbero stati applicati sia al prototipo Florida II sia alla nuova ammiraglia Lancia, la Flaminia. Anche il gruppo Austin farà tesoro di tali soluzioni stilistiche, poiché Pininfarina disegnerà per quest'ultimo alcuni modelli, introdotti a partire dal 1959, che ricorderanno da vicino sia la Flaminia che la futura berlina Peugeot, i cui prototipi marcianti ormai circolavano su strada già dall'anno prima per i test della meccanica e le cui forme erano già state immortalate da alcuni esponenti della stampa specializzata. Fu in questo periodo che si decise la denominazione ufficiale del nuovo modello: 404, una sigla che inaugurava ufficialmente la nuova serie x04, una vera e propria dinastia di modelli destinata a estinguersi solo nel 1988, quindi quasi trent'anni dopo. Oltre ai test su strada, vennero condotti anche dei crash test e delle prove di resistenza della scocca al ribaltamento, questo per valutare l'effettivo livello di rigidità e di sicurezza per gli occupanti.
Il debutto della 404 di fronte alla stampa avvenne il 13 maggio 1960 al palasport di Parigi, nella zona Porte de Versailles: qui vennero esposti tre esemplari di berlina, rispettivamente verniciati nei colori grigio tortora, blu e una vistosa tinta arancione pastello denominata "rouge tango". La 404 fu proposta all'inizio in un solo livello di allestimento denominato Grand Tourisme, che comprendeva anche il tettuccio apribile. Invece la presentazione di fronte al pubblico avvenne l'ottobre successivo, al Salone di Parigi, dove una bianca 404 faceva mostra di sé sopra un palco rotante.

#### Design esterno e interno
Come già sottolineato, la linea della 404, scaturita dalla matita di Pininfarina, era già stata anticipata da alcuni prototipi e soprattutto da alcuni modelli di serie già introdotti qualche tempo prima, sempre firmati dall'atelier torinese. Pertanto, pur mostrando linee moderne per l'epoca, la vettura non portava con sé nessuna particolare rivoluzione stilistica. Era certamente più moderna della 403 (che peraltro sarebbe rimasta in listino per altri sei anni in versione berlina) e nel complesso assai piacevole, ma sicuramente non d'avanguardia, bensì allineata ai canoni stilistici vigenti all'alba degli anni sessanta, e che di lì a poco avrebbero lasciato gradualmente il posto a stilemi ancor più nuovi. Il frontale della 404 era caratterizzato, come peraltro nei primissimi prototipi, da tondi fari semincassati nei parafanghi e da una calandra a sviluppo orizzontale, piuttosto ampia e tondeggiante. Il cofano motore era tagliato in due da una modanatura cromata longitudinale che giungeva fino alla base del parabrezza, quest'ultimo di tipo panoramico, cioè con disegno che curvava leggermente verso la zona laterale. La fiancata era percorsa lungo la linea di cintura da un'altra modanatura cromata longitudinale, che collegava praticamente i fari anteriori a quelli posteriori. Una seconda modanatura cromata laterale percorreva invece la zona sottoporta. Piacevoli da vedere anche le coppe ruota, anch'esse cromate. Piuttosto semplice ma riuscito anche il disegno della coda, con le pinne posteriori tipiche del periodo, le quali incorporavano alle loro estremità i fari a sviluppo verticale, montati proprio lungo i bordi posteriori delle pinne stesse.
All'interno si respirava un'atmosfera di elegante sobrietà, grazie al semplice disegno della plancia, dove abbondavano lamiera e plastica verniciate in tinte chiare per rendere più luminoso l'ambiente. A questo scopo si adoperava anche il tetto apribile che, una volta aperto rendeva l'abitacolo ancor più arioso. Il posto guida era caratterizzato da un volante di diametro piuttosto grande e da un cruscotto con strumentazione a sviluppo orizzontale. Ai due lati della plancia erano presenti anche due bocchette tonde per l'aerazione. Vanno menzionati i pannelli porta con finitura bicolore, una nota di eleganza in più. Lo spazio era buono anche nel divanetto posteriore, dove era presente anche un bracciolo estraibile: l'abitabilità, all'interno della 404 era quindi più che sufficiente per cinque persone. anche il vano bagagli era molto capiente, benché in piccola parte occupato dalla ruota di scorta.

#### Struttura, meccanica e motore
La struttura della 404 riproponeva la vincente soluzione della scocca portante, oramai già all'epoca divenuta quasi irrinunciabile se si voleva avere una garanzia di rigidità e contenimento dei pesi. Per quanto riguardava le soluzioni adottate per le sospensioni, tramontato il miraggio della costosa tecnologia oleopneumatica, la 404 proponeva in parte quanto già visto sulla 403, vale a dire uno schema MacPherson per l'avantreno e ad assale rigido per il retrotreno. ma a differenza della sua antesignana, la nuova berlina Peugeot proponeva anche molle anteriori elicoidali in luogo dell'antiquata balestra trasversale. L'impianto frenante era a quattro tamburi, mentre lo sterzo era a cremagliera.
Per quanto riguarda il motore, con la 404 debuttò l'unità XC, nata dalla rialesatura del precedente motore TN3 da 1.5 litri montato fino a quel momento sulla 403. Nella 404, il nuovo motore raggiungeva una cilindrata di 1618 cm³ ed era alimentato a carburatore, raggiungendo così una potenza massima di 72 CV a 5400 giri/min.
Anche per quanto riguarda il cambio, le pessimistiche previsioni riguardanti gli ingenti investimenti necessari per montare e adattare alla perfezione un automatico con convertitore di coppia, spinsero la Casa a ripiegare su un più convenzionale cambio manuale a 4 marce.

### Evoluzione

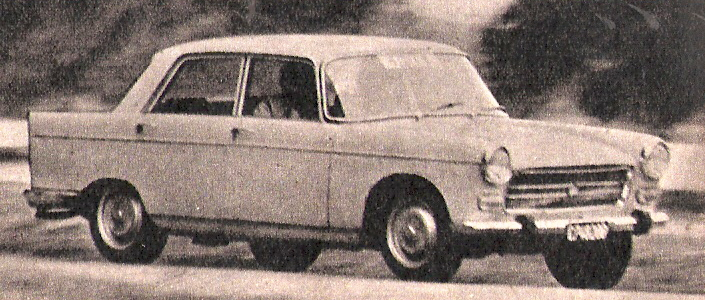
Una 404 diesel berlina

La commercializzazione della 404 ebbe comunque inizio a partire dal maggio del 1960, sebbene in quel momento non fosse ancora stata presentata al grande pubblico. Perciò, in quei primi mesi di vita, la 404 subì i primi aggiornamenti di dettaglio, come i montanti verniciati anche nel lato interno, un nuovo cambio rivisto, alcune modifiche ai comandi del climatizzatore, ecc.
Nel marzo del 1961 al Salone di Ginevra apparve la 404 Injection, equipaggiata con lo stesso motore della versione a carburatore, ma il cui nuovo e più moderno sistema di alimentazione permise di raggiungere 86 CV di potenza massima e 160 km/h di allungo. Ma alcuni problemi di messa a punto ritardarono di sei mesi l'effettiva comparsa di questo motore nei listini Peugeot. Nella stessa occasione fu esposta in anteprima anche la 404 Export USA, destinata al mercato nordamericano. Sei mesi dopo, a settembre, la gamma si ampliò con l'arrivo della 404 Super Luxe, che si differenziava dalla Grand Tourisme per alcuni particolari che rendevano la vettura più elegante: disponibile unicamente in color grigio metallizzato, la Super Luxe (o SL) aveva anche un equipaggiamento più ricco e che comprendeva, tra l'altro, anche un bracciolo anteriore al cui interno era ricavato un vano portaoggetti. Contemporaneamente al lancio della SL, la Grand Tourisme vide il tetto apribile sparire dalla dotazione di serie (mentre rimase di serie sulla SL).
Il Salone di Parigi di quello stesso 1961 vide l'arrivo di una vera novità, ossia la versione cabriolet, disegnata anch'essa da Pininfarina: fu questa la prima 404 equipaggiata con il già citato motore a iniezione da 86 CV, che finalmente fu liberato dai primi difetti di fabbricazione. Ma non esordì subito sulla berlina: per vedere tale motore su una 404 a quattro porte occorrerà aspettare ancora un anno. Infatti, la 404 Injection, presentata già un anno e mezzo prima a Ginevra, farà finalmente il suo debutto commerciale al Salone di Parigi del 1962. Assieme alla berlina a iniezione debuttarono anche altre nuove versioni, ossia la coupé, la Familiale e la Commerciale, con le quali la gamma raggiunse quasi il massimo della sua espansione. Ed ancora, nella medesima occasione, debuttò il nuovo motore diesel siglato XD85, derivato direttamente dall'unità TMD che fino a poco tempo prima equipaggiava la 403 Diesel, del quale riprendeva la cilindrata di 1816 cm³ e che in questa nuova veste giungeva ed erogava fino a 55 CV contro i 48 del precedente motore a gasolio. All'inizio, tale motore fu riservato solo alle 404 Familiale e Commerciale, che tuttavia poterono anche essere ordinate con il 1.6 a carburatore. Solo a partire dalla primavera seguente, il 1.8 a gasolio venne montato sulle berline, ma a tiratura limitata a 687 esemplari, tutti destinati all'utilizzo come taxi. L'arrivo di tutte queste novità fu anche l'occasione per un rinnovamento della plancia e della strumentazione interna, che fu resa più funzionale e moderna.

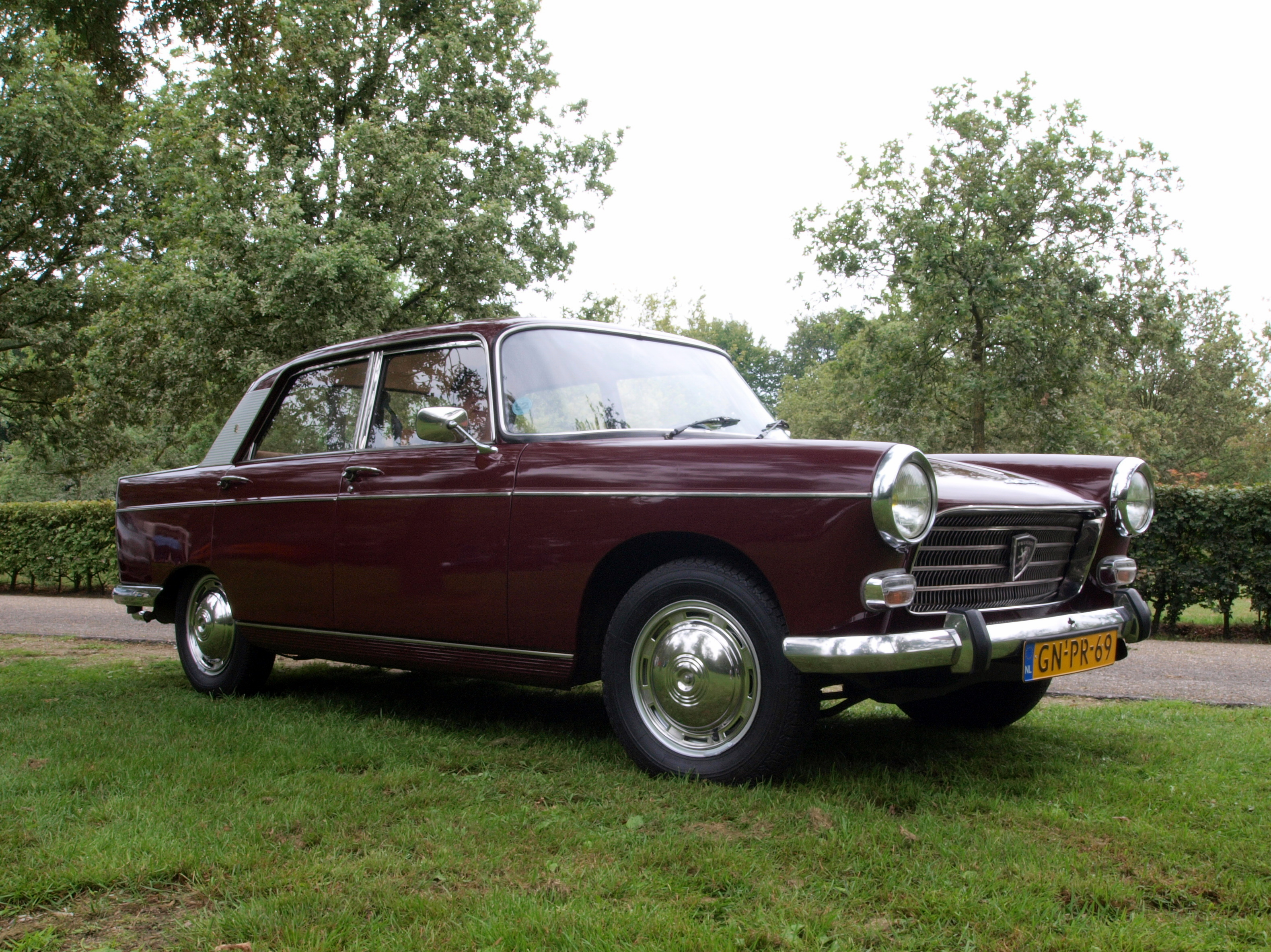
Una 404 berlina del 1973

Nell'ottobre del 1963, comparve finalmente in via ufficiale anche la berlina a gasolio, fino a quel momento confinata entro un ambito limitato. Ma il motore utilizzato non fu più lo stesso utilizzato fino a quel momento per le versioni giardinetta: infatti, nel corso di quel 1963 fu approntata una nuova versione di tale unità motrice, con cilindrata salita a 1948 cm³ e potenza massima di 68 CV SAE. Infine, il motore 1.6 a benzina venne dotato di cinque supporti di banco invece di tre, in modo da ottenere regimi di rotazione più elevati e prestazioni migliori. Ciò valse specialmente per il 1.6 a carburatore, che vide la sua potenza passare da 72 a 76 CV, mentre il motore a iniezione non subì variazioni di sorta.
Fu solo nell'ottobre del 1964 che il motore 1.6 a iniezione subì dei reali incrementi prestazionali: con l'arrivo della nuova unità XCKF2, la potenza salì da 85 a 96 CV. Inoltre, non va dimenticato l'arrivo della Break con allestimento di lusso, mentre per quanto riguarda gli altri aggiornamenti di gamma, va segnalata la possibilità di avere l'impianto frenante con servoassistenza sui freni anteriori, mentre cambiarono i rivestimenti interni. Sempre a partire dal 1964, venne approntato un lotto di esemplari destinati all'utilizzo presso i corpi francesi della Gendarmerie e della Police, nonché per uso come auto di rappresentanza. Tali esemplari vennero equipaggiati con il motore da 1468 cm³ e 66 CV già utilizzato sulle versioni Commerciale da due anni, e direttamente derivato da quello che ancora in quegli anni spingeva le ultime 403 (quest'ultima sarebbe uscita di produzione due anni dopo).
A questo punto, la 404 raggiunse l'apice del suo successo: l'arrivo delle nuove motorizzazioni più potenti contribuì all'aumento delle vendite di ben il 170% del 1965 rispetto all'anno prima. Tale successo fu dovuto anche ai lusinghieri risultati che la 404 stava ottenendo nelle competizioni.
Nel 1966 la 404 divenne disponibile anche con un cambio automatico ZF a 3 rapporti, mentre vi furono anche altri aggiornamenti di entità inferiore (motore a iniezione con alternatore al posto della dinamo, retrovisore interno antiabbagliante, nuovi portacenere per i passeggeri posteriori, ecc). Nel settembre dello stesso anno, vi furono altri importanti aggiornamenti, dei quali quello più corposo fu il vero e proprio restyling occorso alle versioni coupé e cabriolet. Contemporaneamente il motore 1.6 a carburatore vide la propria potenza massima passare da 76 a 80 CV, mentre la sua dinamo venne sostituita da un alternatore come già avvenuto in precedenza per il 1.6 a iniezione. Tra gli altri aggiornamenti di maggior dettaglio, vanno segnalati il passaggio della ruota di scorta sotto il cofano e l'aumento della capacità del serbatoio da 50 a 55 litri. Subito dopo la chiusura del Salone di Parigi, venne stipulato un accordo tra la Peugeot e la carrozzeria Carrier per la produzione di ambulanze su base 404.
Stesso discorso nei primi mesi del 1967, quando un secondo accordo fu stipulato con la carrozzeria Chausson per la produzione delle versioni pick-up. Tornando alle versioni berlina, già alla fine del 1966 vi fu la scomparsa dai listini di quasi tutta la gamma 403, e in particolare del modello 403/7, una sua versione economica. Per sopperire a tale mancanza, ormai protrattasi da un anno, nel settembre del 1967 venne presentata la 404/8, spinta dallo stesso motore delle versioni speciali per i corpi armati, versioni già incontrate in precedenza e introdotte nel 1964. Il suo allestimento era spoglio, ma beneficiava dell'arrivo dei freni anteriori a disco, momentaneamente assenti nelle altre versioni.
Nel 1968 vi fu il lancio della Peugeot 504, nuova berlina alto di gamma destinata gradualmente a soppiantare l'intera gamma della 404, la quale si avviò lentamente verso la fase calante della sua carriera commerciale. Gli effetti si videro subito, con l'eliminazione della versione Super Luxe, dei motori a iniezione e soprattutto con la scomparsa dei modelli coupé e cabriolet. Le restanti versioni a benzina della 404 usufruirono dei freni anteriori a disco, tranne la 404/8 che ne era provvista fin dall'origine.
Nel 1969 fu la 404/8 a essere tolta dai listini, mentre il motore 1.6 a carburatore vide la propria potenza scendere da 80 a 73 CV. Non vi furono novità di sorta nel 1970, mentre nel 1971 l'arrivo delle 504 Break, Familiale e Commerciale sancirono l'uscita dai listini delle corrispondenti versioni su base 404. Rimasero quindi in produzione le sole versioni berlina, pick-up e a telaio nudo.
Da qui in poi, fu una vera ecatombe per la gamma 404: nel 1973 sparirono le versioni a gasolio, mentre nel 1975 furono cancellate tutte le versioni berlina. Rimasero solo le versioni pick-up e a telaio nudo, che proseguirono la loro carriera, peraltro molto fortunata, fino al 1978. Ma le versioni prodotte in Argentina continuarono la loro carriera ancora per alcuni anni, fino al 1981 e quelle prodotte in Kenya, rimasero nei listini addirittura fino al 1991.

#### Le 404 Cabriolet e Coupé
Le 404 Cabriolet e Coupé hanno rappresentato le versioni di punta della gamma 404: entrambe disegnate e assemblate nel nuovo stabilimento Pininfarina di Grugliasco, sono state introdotte in momenti diversi. La prima è stata la versione "aperta", lanciata a Parigi nell'ottobre del 1961: caratterizzata da una linea molto elegante, come del resto quasi tutte le cabriolet dell'epoca, si discostava stilisticamente dalla berlina, della quale manteneva peraltro la base meccanica. La carrozzeria appariva invece più affusolata e più bassa, ma in realtà, gli ingombri delle due versioni non erano molto distanti tra loro e i caratteri stilistici erano simili a quelli della berlina, in maniera tale da rispettare quello che in tempi più recenti è stato definito come "family feeling". Pur non avendo la cabriolet un solo lamierato in comune con la berlina, la parte che maggiormente si distaccava dalla versione a quattro porte era la coda, sprovvista di pinne, più spiovente e anch'essa più affusolata. Trattandosi di un modello di punta, l'allestimento della cabriolet era il Super Luxe, già previsto per le berline di maggior pregio. Il motore utilizzato era il 1.6 XC da 72 CV con alimentazione a carburatore. La presentazione della 404 Cabriolet avvenne come si è detto a Parigi: qui la vettura fu presentata in due stand, quello della Peugeot (esemplare blu) e quello della Pininfarina (esemplare bianco). L'esemplare nello stand di Pininfarina sfoggiava tra l'altro anche un inedito hard-top che l'atelier torinese era fiero di presentare al pubblico. Ciò causò una serie di attriti tra la Casa francese e quella italiana, tanto che durante il protrarsi della kermesse ginevrina la 404 con hard-top venne spostata nello stand Peugeot al posto dell'esemplare blu esposto fino a quel momento.
Nel marzo 1962, al Salone di Ginevra, venne invece svelata una nuova versione della 404 Cabriolet, equipaggiata finalmente con il tanto atteso motore XCKF a iniezione meccanica Kugelfischer e con potenza di 86 CV, il quale fece il suo debutto proprio su questo modello, dopo un calvario durato ben sei mesi, durante i quali fu sottoposto a continue messe a punto per eliminare alcuni difetti di funzionamento. Sei mesi dopo, al Salone di Parigi, avvenne il debutto di una nuova versione sportiveggiante della 404, vale a dire la 404 Coupé, basata completamente sulla scocca della cabriolet, ma con un inedito padiglione molto elegante e profilato. Si trattò di una delle più valide Peugeot realizzate da Pininfarina, in grado di surclassare per stile ed eleganza la stessa cabriolet, pur condividendo con questa gran parte dei lamierati.
Tra il 1963 e il 1964, sia la coupé che la cabriolet, in entrambe le motorizzazioni, videro l'incremento di potenza che interessò anche le altre versioni. Così, anche in questo caso, la versione a carburatore passò da 72 a 76 CV, mentre in un secondo momento la versione a iniezione passò da 85 a 96 CV. Nel contempo, vi fu tutta una serie di aggiornamenti di dettaglio, come l'arrivo delle luci di posizione rettangolari, nuovi freni identici a quelli della berlina, un ponte posteriore rinforzato, una nuova frizione anch'essa rinforzata, ecc.
Si giunse così al mese di settembre del 1966, quando le 404 Coupé e Cabriolet vennero presentate al Salone di Parigi in veste aggiornata: anteriormente comparve una nuova coppia di fari allo iodio, mentre gli indicatori di direzione divennero più grandi; posteriormente, invece, il lunotto divenne più grande e avvolgente.
Le due versioni sportiveggianti della gamma si avviarono a questo punto verso il tramonto della loro carriera commerciale: nel 1967 si ebbe ancora un lieve aggiornamento ai nuovi fari supplementari introdotti l'anno prima, mentre nel 1968 le 404 Coupé e Cabriolet uscirono definitivamente dai listini, sostituite dalle corrispondenti versioni su base 504.
In totale vennero prodotti 17.223 esemplari di versioni coupé e cabriolet, di cui 6.834 delle prime e 10.389 delle seconde.

#### Le 404 Familiale e le versioni commerciali
La 404 Familiale e la 404 Commerciale furono presentate nell'ottobre del 1962 al Salone di Parigi, e andarono a sostituire le corrispondenti versioni su base 403. Come per le precedenti giardinette e commerciali, anche qui fu allungata la misura del passo, in questo caso di 19 cm. A differenza delle versioni coupé e cabriolet, per le quali venne scelto di utilizzare dei lamierati inediti, nel caso della Familiale e della Commerciale la parte anteriore del corpo vettura riprendeva quello della berlina, mentre le differenze più sostanziose si ebbero solo dal secondo montante in poi. Il portellone posteriore era quasi del tutto verticale e solo un lieve accenno di pinne posteriori era visibile in coda, dove trovavano posto anche gli specifici gruppi ottici, anch'essi sottili e a sviluppo verticale. Si trattava in entrambi i casi di giardinette con superfici vetrate (anche nel caso della Commerciale), ma la Familiale disponeva della classiche tre file di sedili, mentre la Commerciale ne montava solo due, più un vano di carico posteriore, e inoltre la panchetta posteriore poteva essere rimossa per ampliare ulteriormente la capacità di carico. Per tutti e due i modelli, il livello di allestimento era più austero che non nelle berline, e venne indicato con la sigla GL (Grand Luxe). Al loro debutto, questi due modelli erano disponibili in tre motorizzazioni: la Familiale era disponibile con l'unità a benzina da 1.6 litri alimentata a carburatore e della potenza di 72 CV, sia con quella diesel da 1.8 litri, della potenza di 55 CV. Quanto alla Commerciale, invece, oltre al motore diesel da 55 CV, vi era anche la possibilità di avere un motore a benzina da 1468 cm³, derivato direttamente da quello della 403 e la cui potenza in questo caso raggiungeva i 66 CV. La Commerciale non fu prevista quindi con motore 1.6 a benzina.
Al Salone di Parigi del 1964, le due versioni con motore a gasolio presero due strade differenti: mentre la Commerciale mantenne il motore da 1816 cm³ e 55 CV, la Familiale adottò il nuovo propulsore XD88 da 1948 cm³ con 68 CV SAE di potenza massima, lo stesso che l'anno precedente fece il suo debutto sulla 404 berlina.
Nel 1964, invece, vi fu l'arrivo della 404 Break SL, un modello fino a quel momento riservato al mercato statunitense e che venne solo a questo punto proposto anche nel Vecchio Continente. Si trattava di un modello non destinato a usi commerciali, ma che tuttavia era provvisto di sole due file di sedili anziché tre. Anche in questo caso, si poteva abbattere la seconda fila di posti.
Fino alla fine del 1966 non vi furono che modifiche di dettaglio alla gamma delle cosiddette 404 lunghe (così chiamate per via del passo allungato). Ma dopo il Salone di Parigi, la Casa del Leone Rampante strinse un accordo con la carrozzeria Carrier di Alençon per la produzione di 404 Ambulance realizzate sulla base delle 404 Commerciale e Familiale, sia a gasolio che a benzina.
All'inizio dell'anno seguente, in maniera analoga, fu stretto un secondo accordo con la carrozzeria Chausson di Gennevilliers, questa volta per la produzione delle 404 Camionnette Bâchée (ossia le versioni pick-up) e delle 404 Plateau-Cabine (ossia le versioni con parte posteriore completamente nuda da carrozzare a seconda delle esigenze). Queste due ultime versioni comparvero nei listini Peugeot a partire dal mese di luglio e furono coronate da una fortunata carriera commerciale, basti pensare che furono le ultime 404 a uscire dai listini ufficiali Peugeot, nell'ottobre del 1978, ossia tre anni dopo la berlina. Ma gli ultimi esemplari vennero venduti solo in pieno decennio seguente, per cui era ancora possibile negli anni ottanta trovarsi faccia a faccia con una 404 Camionnette Bâchée nuovissima.

#### Le 404 negli altri mercati

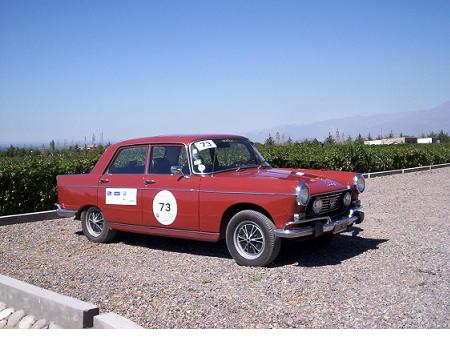
Una 404 Grand Prix, modello prodotto in Argentina

La 404 ha conosciuto anche un'interessante carriera in altri mercati stranieri, non sempre coronata da grandi successi, ma che comunque merita un piccolo approfondimento. Tra questi, un posto di rilievo va alla produzione e commercializzazione della 404 nel Nuovo Continente, per l'ampiezza della portata del fenomeno 404 oltreoceano. Sono in pratica due i filoni commerciali della 404 in America: quello destinato al Nordamerica e quello destinato all'America Latina, in particolare al mercato argentino.
Presentata in anteprima al Salone di Ginevra del 1961, la 404 Export USA fece finalmente il suo debutto l'anno seguente al Salone di New York. Poche e di dettaglio era le differenze con la 404 europea: meccanicamente la vettura era quasi identica, ma il motore venne rivisto in modo da risultare meno inquinante e i freni anteriori erano a disco. Inoltre, la vettura era equipaggiata di serie con un cambio automatico ZF. Per quanto riguarda l'allestimento, esso riprendeva quello lussuoso delle Super Luxe europee, ma con in più una plancia maggiormente imbottita, le cinture di sicurezza, degli inediti ripetitori laterali per gli indicatori di direzione e un tergicristallo a due velocità.
Per quanto riguarda la gamma delle versioni USA, la 404 proponeva meno modelli, ma tra questi vi era anche una versione Break con allestimento curato e due file di sedili. Non era presente invece la cabriolet, nonostante anch'essa sia stata esposta alla kermesse newyorkese. Nel 1966 venne proposto il progetto di realizzare un lotto di taxi per la Città di New York, ma quest'ultima non diede l'OK per proseguire, e alla fine venne prodotta solo una decina di esemplari di 404 Taxi per gli USA. In realtà, la 404 destinata agli USA non riscosse un gran successo, venendo comunque mantenuta nei listini nordamericani per sette anni e mezzo, fino al mese di ottobre del 1969.

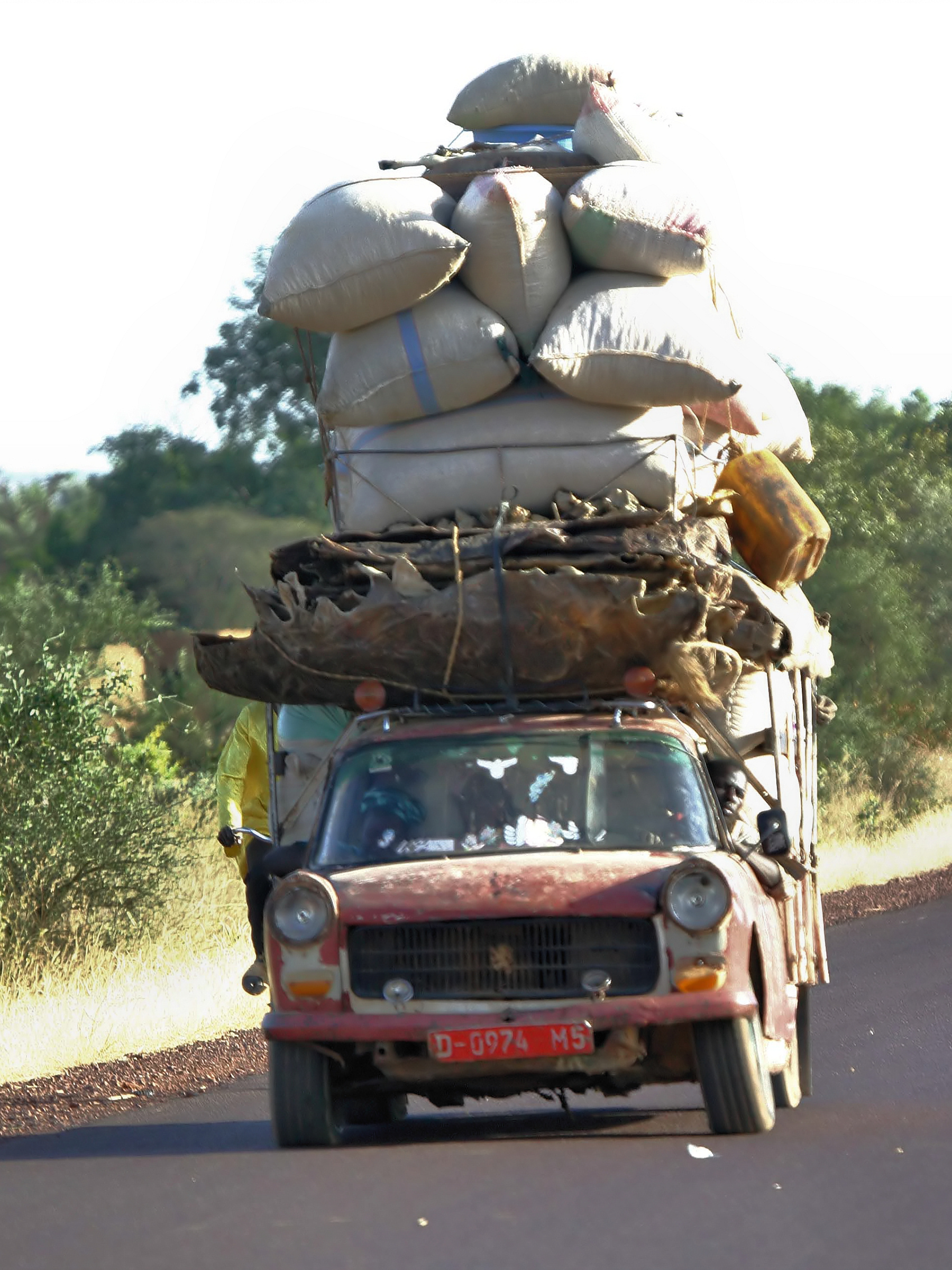
Le estreme condizioni di utilizzo delle 404 nei Paesi africani non ne intaccarono la robustissima meccanica

Se la carriera commerciale della 404 destinata al Nordamerica non fu esemplare, lo stesso non si può dire della carriera commerciale in Sudamerica, dove la 404 fu prodotta nello stabilimento argentino di El Palomar, nei pressi di Buenos Aires. Qui la produzione, avviata nel 1962 e protrattasi fino al 1981, fu articolata in alcune versioni e allestimenti non presenti nel mercato europeo, tra cui addirittura una versione ad alte prestazioni. All'inizio la gamma non consisteva che di una sola versione, denominata semplicemente 404, senza altre particolari sigle che ne indicassero l'allestimento. Tale versione montava il 1.6 XC3, ma depotenziato a 64 CV. L'anno seguente la gamma fu ampliata con l'arrivo della versione Commerciale, che nel mercato argentino era nota come 404 Rural. Questo modello rimase in listino solo un anno, fino al 1964. Gli ultimi esemplari della Rural montavano il motore XC5 con potenza ridotta a 65 CV. Sempre nel 1964, il motore XC5 fu esteso anche alla berlina e anche in questo caso si ebbe un lievissimo ritocco alla potenza massima, portata a 65 CV. Ed ancora, si ebbe l'arrivo di un modello da noi inedito, la 404 S, versione sportiva spinta dal solito 1.6 a carburatori, ma con potenza portata a 115 CV e velocità massima di ben 185 km/h.
Nel 1967 la 404 di base fu sostituita dalla 404 L (anche questa sigla era assente in Europa), il cui motore fu portato a 73 CV. Nel 1969 anche la 404 L fu tolta dal listino e venne sostituita da due modelli, la GL e la SL.
Nel 1970 furono poste in commercio la 404 Grand Prix e la 404 Le Mans, le quali a dispetto dei nomi montavano il 1.6 da 73 CV previsto per le GL e SL, ma che montavano cerchi dal disegno più sportivo. Nel 1971 entrò finalmente in listino anche la 404 Diesel, con motore 1.9 a gasolio dalla potenza ridotta a 45 CV. Nel 1973 entrarono in produzione anche le versioni pick-up. Da qui si ebbe la fase calante anche per la carriera della 404 argentine. Nel 1978 uscirono di produzione le versioni Le Mans e Grand Prix, mentre nel 1979 fu la volta delle versioni pick-up. Nel 1980 venne tolta di produzione la 404 Diesel e infine, nel 1981 uscirono di scena le ultime 404 rimaste, ossia la GL e la SL. In totale ne vennero prodotti 163.583 esemplari.
Ed ancora, uscendo dai confini del Nuovo Continente, vale la pena ancora ricordare le 404 prodotte in alcuni Paesi africani. Non è infrequente trovare ancor oggi alcuni esemplari di 404, ancora marcianti sebbene in precarie condizioni di carrozzeria. Nella maggior parte dei casi si tratta di versioni pick-up utilizzate come mezzi da lavoro. La robustissima meccanica della 404 le ha permesso di sopravvivere a condizioni ambientali e a modalità di utilizzo estreme per una normale autovettura. La produzione in Africa cessò solo nel 1991, con l'uscita dell'ultimo esemplare della 404 dalle catene di uno stabilimento in Kenya, dove veniva assemblata su licenza. Infine vale la pena ricordare che in Sudafrica, dove la 404 veniva assemblata da un altro stabilimento, la 404 era disponibile anche con il motore XM7 da 1796 cm³ derivato direttamente da quello della 504. La produzione in Sudafrica cessò invece nel 1979.

### Riepilogo caratteristiche
Di seguito vengono riepilogate le caratteristiche relative alle varie versioni previste per la gamma europea della 404 (tranne i pick-up e le versioni a telaio nudo) nel corso della sua lunga carriera. I prezzi riportati sono espressi in franchi francesi e sono relativi al momento del debutto nel mercato d'oltralpe.
| Modello                                                                                     | Sigla progetto     | Carrozzeria        | Motore             | Cilindrata cm³     | Alimentazione       | Potenza CV SAE/rpm | Coppia Nm/rpm      | Freni (ant./post.) | Massa a vuoto (kg) | Velocità max       | Anni di produzione | Prezzo al debutto (in FF) |
| Versioni a benzina                                                                          | Versioni a benzina | Versioni a benzina | Versioni a benzina | Versioni a benzina | Versioni a benzina  | Versioni a benzina | Versioni a benzina | Versioni a benzina | Versioni a benzina | Versioni a benzina | Versioni a benzina | Versioni a benzina        |
| ------------------------------------------------------------------------------------------- | ------------------ | ------------------ | ------------------ | ------------------ | ------------------- | ------------------ | ------------------ | ------------------ | ------------------ | ------------------ | ------------------ | ------------------------- |
| 404 (berline administration)                                                                | 404 A8             | berlina            | XB2                | 1468               | Carburatore         | 66/5000            | 112                | T/T                | 1.070              | 135                | 1964-67            | -                         |
| 404/8                                                                                       | 404/8              | berlina            | XB2                | 1468               | Carburatore         | 66/5000            | 112                | D/T                | 1.070              | 135                | 1967-69            | 9.700                     |
| 404 Commerciale                                                                             | 404 U6             | Station wagon      | XB2                | 1468               | Carburatore         | 66/5000            | 110                | T/T                | 1.150              | 125                | 1962-63            | 9.850                     |
| 404 Commerciale                                                                             | 404 U6             | Station wagon      | XB5                | 1468               | Carburatore         | 66/5000            | 112                | T/T                | 1.150              | 125                | 1963-70            | 10.150                    |
| 404 Commerciale                                                                             | 404 U6S            | Station wagon      | XC7                | 1618               | Carburatore         | 73/5600            | 115/2500           | D/T                | 1.190              | 135                | 1970-71            | 12.530                    |
| 404 GT                                                                                      | 404                | berlina            | XC                 | 1618               | Carburatore         | 72/5400            | 127/2250           | T/T                | 1.070              | 142                | 1960-63            | 9.150                     |
| 404 GT                                                                                      | 404                | berlina            | XC5                | 1618               | Carburatore         | 76/5600            | 132/2500           | T/T                | 1.070              | 146                | 1963-66            | 10.150                    |
| 404 GT                                                                                      | 404                | berlina            | XC6                | 1618               | Carburatore         | 80/5600            | 133/2500           | T/T                | 1.080              | 150                | 1966-68            | 10.450                    |
| 404 GT                                                                                      | 404                | berlina            | XC6                | 1618               | Carburatore         | 80/5600            | 133/2500           | D/T                | 1.080              | 150                | 1968-70            | 11.350                    |
| 404 GT                                                                                      | 404                | berlina            | XC7                | 1618               | Carburatore         | 73/5600            | 115/2500           | D/T                | 1.100              | 148                | 1970-75            | 12.720                    |
| 404 SL                                                                                      | 404                | berlina            | XC                 | 1618               | Carburatore         | 72/5400            | 127/2250           | T/T                | 1.070              | 142                | 1961-63            | 10.850                    |
| 404 SL                                                                                      | 404                | berlina            | XC5                | 1618               | Carburatore         | 76/5600            | 132/2500           | T/T                | 1.070              | 146                | 1963-66            | 11.500                    |
| 404 SL                                                                                      | 404                | berlina            | XC6                | 1618               | Carburatore         | 80/5600            | 133/2500           | T/T                | 1.080              | 150                | 1966-68            | 11.700                    |
| 404 SL                                                                                      | 404 C              | coupé              | XC                 | 1618               | Carburatore         | 72/5400            | 127/2250           | T/T                | 1.125              | 150                | 1962-63            | 18.000                    |
| 404 SL                                                                                      | 404 C              | coupé              | XC5                | 1618               | Carburatore         | 76/5600            | 132/2500           | T/T                | 1.125              | 152                | 1963-66            | 18.250                    |
| 404 SL                                                                                      | 404 C              | coupé              | XC6                | 1618               | Carburatore         | 80/5600            | 133/2500           | T/T                | 1.130              | 155                | 1966-68            | 18.250                    |
| 404 SL                                                                                      | 404 C              | cabriolet          | XC                 | 1618               | Carburatore         | 72/5400            | 127/2250           | T/T                | 1.080              | 148                | 1961-63            | 17.500                    |
| 404 SL                                                                                      | 404 C              | cabriolet          | XC5                | 1618               | Carburatore         | 76/5600            | 132/2500           | T/T                | 1.080              | 150                | 1963-66            | 17.750                    |
| 404 SL                                                                                      | 404 C              | cabriolet          | XC6                | 1618               | Carburatore         | 80/5600            | 133/2500           | T/T                | 1.080              | 150                | 1966-68            | 17.750                    |
| 404 Injection                                                                               | 404 KF             | berlina            | XCKF               | 1618               | Iniezione meccanica | 86/5500            | 138/2800           | T/T                | 1.080              | 155                | 1961-63            | 12.500                    |
| 404 Injection                                                                               | 404 KF             | berlina            | XCKF1              | 1618               | Iniezione meccanica | 86/5500            | 138/2800           | T/T                | 1.080              | 155                | 1963-64            | 12.800                    |
| 404 Injection                                                                               | 404 KF             | berlina            | XCKF2              | 1618               | Iniezione meccanica | 96/5700            | 142/2800           | T/T                | 1.080              | 160                | 1964-68            | 12.500                    |
| 404 Injection                                                                               | 404 CKF            | coupé              | XCKF               | 1618               | Iniezione meccanica | 86/5500            | 138/2800           | T/T                | 1.100              | 158                | 1962-63            | 19.300                    |
| 404 Injection                                                                               | 404 CKF            | coupé              | XCKF1              | 1618               | Iniezione meccanica | 86/5500            | 138/2800           | T/T                | 1.100              | 158                | 1963-64            | 19.550                    |
| 404 Injection                                                                               | 404 CKF            | coupé              | XCKF2              | 1618               | Iniezione meccanica | 96/5700            | 142/2800           | T/T                | 1.100              | 167                | 1964-68            | 19.550                    |
| 404 Injection                                                                               | 404 CKF            | cabriolet          | XCKF               | 1618               | Iniezione meccanica | 86/5500            | 138/2800           | T/T                | 1.075              | 158                | 1961-63            | 18.800                    |
| 404 Injection                                                                               | 404 CKF            | cabriolet          | XCKF1              | 1618               | Iniezione meccanica | 86/5500            | 138/2800           | T/T                | 1.075              | 158                | 1963-64            | 19.050                    |
| 404 Injection                                                                               | 404 CKF            | cabriolet          | XCKF2              | 1618               | Iniezione meccanica | 96/5700            | 142/2800           | T/T                | 1.075              | 167                | 1964-68            | 19.050                    |
| 404 Break SL                                                                                | 404 L XC5 TH       | Station wagon      | XC5                | 1618               | Carburatore         | 76/5600            | 132/2500           | T/T                | 1.175              | 140                | 1964-66            | 11.750                    |
| 404 Break SL                                                                                | 404 L XC6 TH       | Station wagon      | XC6                | 1618               | Carburatore         | 80/5600            | 133/2500           | T/T                | 1.190              | 142                | 1966-68            | 11.850                    |
| 404 Break SL                                                                                | 404 L XC6 TH       | Station wagon      | XC6                | 1618               | Carburatore         | 80/5600            | 133/2500           | D/T                | 1.190              | 142                | 1968-70            | 12.900                    |
| 404 Break SL                                                                                | 404 L XC7 TH       | Station wagon      | XC7                | 1618               | Carburatore         | 73/5600            | 115/2500           | D/T                | 1.190              | 138                | 1970-71            | 14.630                    |
| 404 Familiale                                                                               | 404 L XC TW        | Station wagon      | XC                 | 1618               | Carburatore         | 72/5400            | 127/2250           | T/T                | 1.175              | 135                | 1962-63            | 10.660                    |
| 404 Familiale                                                                               | 404 L XC5 TW       | Station wagon      | XC5                | 1618               | Carburatore         | 76/5600            | 132/2500           | T/T                | 1.175              | 138                | 1963-66            | 10.900                    |
| 404 Familiale                                                                               | 404 L XC6 TW       | Station wagon      | XC6                | 1618               | Carburatore         | 80/5600            | 133/2500           | T/T                | 1.190              | 140                | 1966-68            | 11.200                    |
| 404 Familiale                                                                               | 404 L XC6 TW       | Station wagon      | XC6                | 1618               | Carburatore         | 80/5600            | 133/2500           | D/T                | 1.190              | 140                | 1968-70            | 12.150                    |
| 404 Familiale                                                                               | 404 L XC7 TW       | Station wagon      | XC7                | 1618               | Carburatore         | 73/5600            | 115/2500           | D/T                | 1.190              | 138                | 1970-71            | 13.380                    |
| Versioni a gasolio                                                                          |                    |                    |                    |                    |                     |                    |                    |                    |                    |                    |                    |                           |
| 404 Diesel                                                                                  | 404 D              | berlina            | XD88               | 1948               | Diesel aspirato     | 68/4500            | 119/2250           | T/T                | 1.100              | 130                | 1963-721           | 12.150                    |
| 404 Diesel                                                                                  | 404 D              | berlina            | XD88               | 1948               | Diesel aspirato     | 65/4500            | -                  | T/T                | 1.100              | 128                | 1972-75            | 17.480                    |
| 404 Familiale Diesel                                                                        | 404 LD             | Station wagon      | XD85               | 1816               | Diesel aspirato     | 55/4000            | -                  | T/T                | 1.150              | 120                | 1962-64            | 12.660                    |
| 404 Familiale Diesel                                                                        | 404 LD             | Station wagon      | XD88               | 1948               | Diesel aspirato     | 68/4500            | 119/2250           | T/T                | 1.170              | 128                | 1964-71            | 12.900                    |
| 404 Commerciale Diesel                                                                      | 404 U6D            | Station wagon      | XD85               | 1816               | Diesel aspirato     | 55/4000            | -                  | T/T                | 1.250              | 110                | 1962-65            | 11.850                    |
| 404 Commerciale Diesel                                                                      | 404 U6D            | Station wagon      | XD88               | 1948               | Diesel aspirato     | 63/4500            | 115/2250           | T/T                | 1.270              | 117                | 1965-71            | 12.150                    |
| Note: 1Prodotto dal 1962 al 1963 un lotto di 687 esemplari destinato all'utilizzo come taxi |                    |                    |                    |                    |                     |                    |                    |                    |                    |                    |                    |                           |

Dopo la tabella relativa alle versioni europee, ecco una tabella riepilogativa inerente alle versioni prodotte e commercializzate in Argentina:
| Modello               | Carrozzeria        | Motore             | Cilindrata cm³     | Potenza CV/rpm     | Coppia Nm/rpm      | Freni ant./post.   | Massa a vuoto (kg) | Velocità max       | Anni di produzione |
| Versioni a benzina    | Versioni a benzina | Versioni a benzina | Versioni a benzina | Versioni a benzina | Versioni a benzina | Versioni a benzina | Versioni a benzina | Versioni a benzina | Versioni a benzina |
| --------------------- | ------------------ | ------------------ | ------------------ | ------------------ | ------------------ | ------------------ | ------------------ | ------------------ | ------------------ |
| 404                   | berlina            | XC6B               | 1618               | 64/5400            | 128/2500           | T/T                | 1.070              | 147                | 1962-64            |
| 404                   | berlina            | XC6B               | 1618               | 65/5400            | 128/2500           | T/T                | 1.070              | 147                | 1964-67            |
| 404 L                 | berlina            | XC6B               | 1618               | 73/5400            | 137/2800           | T/T                | 1.070              | 150                | 1967-69            |
| 404 GL/SL             | berlina            | XC6B               | 1618               | 73/5400            | 137/2800           | D/T - T/T 404 S    | 1.070              | 150                | 1969-81            |
| 404 Gran Prix/Le Mans | berlina            | XC6B               | 1618               | 73/5400            | 137/2800           | D/T - T/T 404 S    | 1.070              | 150                | 1970-78            |
| 404 S                 | berlina            | XC5 S              | 1618               | 115/6400           | -                  | D/T - T/T 404 S    | -                  | 185                | 1964-65            |
| 404 Rural             | Break              | XC6B               | 1618               | 65/5400            | 128/2500           | T/T                | 1.175              | 135                | 1963-64            |
| 404 Pick-Up           | Pick-up            | XC6B               | 1618               | 73/5400            | 137/2800           | T/T                | 1.220              | 130                | 1973-79            |
| Versioni a gasolio    |                    |                    |                    |                    |                    |                    |                    |                    |                    |
| 404 Diesel            | berlina            | XD88               | 1948               | 45/3000            | 118/1500           | D/T                | 1.150              | 120                | 1971-80            |
| 404 Pick-up Diesel    | Pick-up            | XD88               | 1948               | 45/3000            | 118/1500           | T/T                | 1.250              | 110                | 1973-79            |

### Attività sportiva
La 404 ha avuto anche una sua fervida attività sportiva, fin dal debutto commerciale del modello stesso. Tale carriera, protrattasi fino al 1969, è stata costellata di numerosi successi sul campo, sia in ambito europeo, sia nelle massacranti gare africane, dove la 404 ha dimostrato l'indistruttibilità della sua meccanica e dei suoi motori.
Nell'agosto del 1960, tre mesi dopo il suo lancio commerciale, la 404 si classificò al 1°, al 3º e al 4º posto di categoria al termine del Tour d'Europe. Un grande inizio, quindi, cui fece seguito il secondo posto di categoria al Rallye dell'Algeria e del Centrafrica, tenutosi nel gennaio del 1961. In seguito, sempre nello stesso anni vi furono le vittorie di categoria al Rally di Marsiglia, al East African Safari e al BP Rallye, più altri tre primi posti di categoria e un primo posto assoluto, quest'ultimo al Tour de France automobile tenutosi a settembre. Ed ancora, nel 1962 vi furono nuove vittorie al East African Safari, al Rally de la Lorraine, al Rally del Nilo e al Rally dell'Uganda, e solo per citarne alcune. Stesso discorso anche negli anni seguenti, dove la 404 raccolse trionfi in tutto il mondo, anche in Sudamerica, dove al Gran Premio d'Argentina si classificò prima assoluta.
Fino al 1969 fu quindi un susseguirsi di successi, che oltre a stimolare l'opinione pubblica rafforzandone le vendite, contribuirono a cambiare la percezione della 404 come paciosa vettura da famiglia, per portarla anche a quella di vettura in grado di affermarsi nelle competizioni.
Un altro exploit sportivo della 404 fu quello ottenuto dalla cosiddetta 404 Diesel Record, ossia una 404 con motore a gasolio approntata appositamente per stabilire record di velocità. Immediatamente riconoscibile per la sua carrozzeria basata su una 404 Cabriolet, ma profilatissima, ribassata e dotata di una cabina di guida chiusa, monoposto e spostata sul lato sinistro, questa vettura era caratterizzata da un motore Indenor da 2163 cm³ per la prima sessione di prove (tenutasi il 4 e il 5 giugno 1965), mentre per la seconda (dall'11 al 14 giugno) fu montato il motore XD88 da 1948 cm³, quello utilizzato nella normale produzione in serie. Scopo dell'exploit sportivo, oltre che di dimostrare le effettive doti di un motore diesel, ancorché mediamente inferiore a un motore a benzina dal punto di vista delle prestazioni assolute, fu in particolare quello di dimostrare le doti dello stesso motore XD88 prodotto da pochissimi anni. I risultati arrivarono subito: mentre nella prima sessione, la 404 Diesel Record girò intorno al circuito di Monthléry per 31 ore coprendo 5000 km, per una media di 160 km/h. Durante la seconda sessione riuscì a fare anche meglio, coprendo una distanza di 11 000 km in 72 ore (sempre a Monthléry), alla media di 161 km/h. Oggi questo particolare esemplare è esposto al Musée de l'Aventure Peugeot, il museo della Casa del Leone situato anch'esso a Sochaux.
Meno connesso all'attività sportiva in senso stretto, ma sempre inserito in un contesto sportivo, benché al di fuori dell'ambito automobilistico, è stato l'inserimento della 404 come vettura di supporto per il Tour de France delle edizioni dal 1962 al 1968. Realizzata e approntata in diverse decine di esemplari appositamente per la manifestazione ciclistica, la 404 fu una delle auto preferite dai direttori di gara e più in generale dai membri del direttivo del Tour de France. A partire dal 1966 fu affiancata anche dalla 204, mentre più tardi, con l'avvento della 504, quest'ultima avrebbe sostituito in via definitiva la 404 stessa.